# 중화인민공화국에 대한 대외 원조
1949년 이래 중국에 대한 해외 원조는 양자 및 다자 공적개발원조와 개별 수혜자에 대한 공적 원조의 형태로 이루어졌다.
1978년, 중국과 일본은 외교 관계를 정상화했다. 덩샤오핑은 조약 서명과 일본의 발전을 시찰하기 위해 일본을 방문했다. 그 결과, 중국은 외화 준비금이 1억 6,700만 달러였을 때 일본에서 2억 2,000만 달러의 양허성 차관을 빌리기로 결정했다. 중국은 이 돈을 사회 기반 시설에 쏟아부었다.
2001년에 중국은 14억 달러의 해외 원조를 받았는데, 이는 1인당 약 1.10달러에 해당한다. 이 총액은 1999년의 24억 달러, 즉 1인당 1.90달러에서 감소한 수치였다. 2003년에 중국은 13억 달러의 원조를 받았는데, 이는 1인당 약 1달러에 해당한다. 최근 몇 년간 다른 나라들처럼 미국은 중국에 대한 원조를 급격히 줄여 2011년에는 USAID를 통해 약 1,200만 달러에 이르렀다. 이 원조는 티베트 공동체, 법치주의 이니셔티브, 기후 변화 정책에 사용된다. 2011년에는 395만 달러에 달하는 기후 변화 원조 패키지가 "용 먹이기: 중국에 대한 미국 개발 지원 재평가"라는 제목의 비판적인 의회 패널 청문회의 주제가 되었다.
이 원조 중 일부는 유엔(UN)을 통한 사회경제 개발 지원 형태로 이루어진다. 중화인민공화국은 2001년과 2002년에 연간 1억 1,200만 달러의 유엔 지원을 받았으며, 가장 큰 비중은 유엔 개발 프로그램(UNDP)에서 나왔다.

## 같이 보기
- 중화인민공화국의 대외 원조
- 중화인민공화국의 대외 정책
- 중화인민공화국의 자선 단체 목록
- 중화인민공화국의 비정부 기구 목록